# Charlize Andrews
Charlize Andrews (Brisbane, 26 de dezembro de 2001) é uma jogadora de polo aquático australiana.

## Carreira
Charlize Andrews, de 1,75 metros de altura, estudou na Griffith University em Brisbane em 2024. Ela joga no Queensland Thunder. Em 2018, Andrews ficou em quarto lugar com a seleção juvenil australiana no Campeonato Mundial Juvenil. Um ano depois, ela ficou em nono lugar no Campeonato Mundial Júnior. Em 2022, Andrews estreou na seleção feminina de polo aquático da Austrália em conexão com a Copa Intercontinental da Liga Mundial de Polo Aquático da FINA no Peru.
Nos Jogos Olímpicos de Verão de 2024, em Paris, conquistou a medalha de prata no torneio feminino do polo aquático, após confronto na final contra a equipe espanhola.